# 普富尔家族
普富爾家族（德语：Pfuel、Pfuhl 或 Phull）是德国的一个古老的贵族家族，他们于926年抵达勃兰登堡，后来将影响扩大到萨克森、萨克森-安哈尔特、梅克伦堡、波美拉尼亚、符腾堡、威斯特伐利亚、东欧和瑞典。该家族诞生了大量历史名人。